# Siegmund Grimm
Siegmund Grimm, auch Sigmund Grymm und weitere Varianten, (geboren um 1480 in der Nähe von Salzburg; gestorben 1530 in Augsburg) war ein Arzt, Apotheker, Verleger, Buchdrucker und Mitinhaber einer Offizin in Augsburg.
Sigmund Grimm studierte in Basel und Freiburg im Breisgau, bevor er 1507 nach Augsburg zog. Er heiratete 1513 Magdalena Welser, eine Verwandte Margarete Welsers, der Ehefrau Konrad Peutingers, des Namensgebers der Tabula Peutingeriana, und erhielt dadurch das Augsburger Bürgerrecht. Als Mitglied einer der angesehensten Familien Augsburgs wurde Grimm unter die Mediziner der Stadt aufgenommen und richtete bald darauf eine Apotheke ein. Noch vor 1517 gründete er eine Druckerei und nahm im Jahr 1517 den Kaufmann Marx Würsung, der seit 1508 auch als Buchführer unternehmerisch tätig war, als Kompagnon auf. Die Werkstattleitung lag in den Händen von Sympert oder Simprecht Ruff.
Das Sortiment umfasste zunächst lateinische und humanistische Literatur. Für die Illustrationen konnten sie 1519 den bis heute nicht identifizierten Petrarcameister gewinnen. Er fertigte bis 1520 die Holzschnitte für eine deutsche Ausgabe von Francesco Petrarcas De remediis utriusque fortunae, die unter dem Titel Von der Artzney bayder Glück erscheinen sollte. Die Übersetzung besorgte Sebastian Brant, der Verfasser des 1494 veröffentlichten Narrenschiffes. Zum Druck dieser anspruchsvollen Ausgabe kam es zu Lebzeiten der beiden Drucker jedoch nicht. Im Jahr 1520 druckten Grimm und Würsung die von Ludwig Senfl edierte Motettensammlung Liber selectarum cantionum, außerdem zum Beispiel Aristoteles’ De anima.
Im Jahr 1521 starb Marx Würsung und das Programm der Druckerei wurde gänzlich umgestellt. Gedruckt wurden nunmehr Texte reformatorischen Inhalts. Vertreten waren beispielsweise die meisten Schriften Ulrich von Huttens, der bereits ab 1518 mit seiner ad Bilibaldum Pirckheymer epistola vitae suae rationem exponens, seinem Aufruf zum Krieg gegen die Türken unter dem Titel Ad principes Germanos ut bellum Turcis inferant und dem Aula dialogus zu den von der Offizin verlegten zeitgenössischen Autoren zählte.
Bald darauf geriet Siegmund Grimm in finanzielle Schwierigkeiten. Drucke erschienen ab 1524 zunehmend unter dem Namen seines Faktors Sympert Ruff, bereits 1525 konnte er nicht mehr die stuira minor, die Kopfsteuer, bezahlen. Im Jahr 1527 betrugen die gegen ihn gestellten Forderungen über 5700 Gulden und er war gezwungen, seine Häuser sowie die Druckerei samt Druckmaschinen zu verkaufen oder zu verpfänden. Grimm war vornehmlich bei anderen Buchführern in Zürich, Straßburg und Basel verschuldet, zudem zählten Augsburger Bankiers und Kaufleute, darunter die Fugger, zu seinen Gläubigern. Einige der Verfahren wurden bis vor das Reichskammergericht gebracht. Unter dieser wirtschaftlichen Not gelangten 1527 die Druckstöcke des Petrarcameisters in den Besitz von Heinrich Steiner, dem aufstrebenden Drucker Augsburgs dieser Jahre, der keine zwanzig Jahre später selbst Insolvenz anmelden musste. Zunächst druckte er aber 1532 die von Grimm und Würsung angedachte Ausgabe Petrarcas, in deren Vorwort er darauf hinwies, dass den ersten Teil der Übersetzung bereits Grimm und Würsung auf eigene Kosten haben besorgen lassen, die Drucklegung aufgrund ihres Todes aber nicht mehr habe erfolgen können.